# Atilay Uslu
Atilay Uslu (officiële voornaam Erol; Emirdağ, 3 januari 1968) is een Turks-Nederlands ondernemer en oprichter van de reisaanbieder Corendon, een bedrijf dat hij in het jaar 2000 oprichtte.

## Biografie
Uslu werd geboren in Turkije. Op jonge leeftijd verhuisde hij met zijn familie naar Nederland, waar zijn vader een pension en een koffiehuis begon. Na het afronden van de studie Elektrotechniek aan het mbo werkte hij een tijd bij Fokker en PTT Telecom tot hij de kans kreeg om de shoarmazaak van zijn oom over te nemen. Een paar jaar later, in 1994, richtte hij het reisbureau "Mega Reizen" op, een reisbureau gespecialiseerd in vliegreizen naar Turkije.
Het in 1997 door hem opgerichte bedrijf Travel Contact, een bedrijf dat via Teletekst reizen van andere touroperators verkocht, groeide later uit tot touroperator Corendon. Na tegenwerking van andere reisaanbieders richtte hij in 2005 ook zijn eigen luchtvaartmaatschappij Corendon Airlines op, waar hij op dit moment ook directeur namens de Nederlandse tak van is.

## Privé
Uslu woont samen en heeft drie kinderen. Hij is de broer van filmmaker Meral Uslu en van voormalig D66-staatssecretaris van Cultuur en Media Gunay Uslu.